# KOSPI

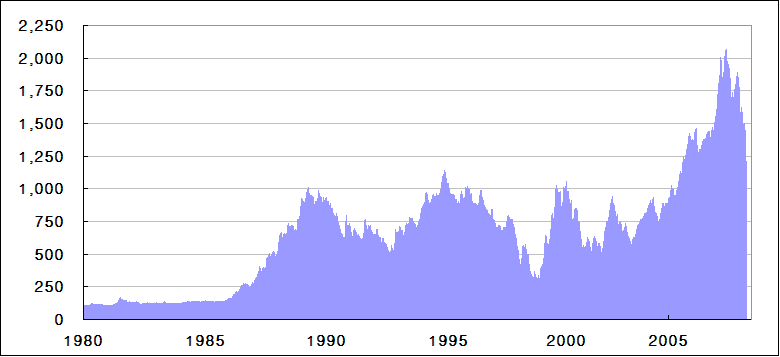
Grafico del KOSPI dal 1980 al 2008

KOSPI (코스피지수) o Korea Composite Stock Price Index (Indice di Borsa della Corea del Sud) è un indice di borsa azionario della Corea del Sud

## Membri del KOSPI
Al luglio del 2012, il KOSPI ospita più di 780 società, le cui prime 10 sono:
- Samsung Electronics
- Hyundai Motor Company
- POSCO
- Kia Motors
- Hyundai Mobis
- LG Chem
- Samsung Life Insurance
- Hyundai Heavy Industries
- Shinhan Financial Group
- Korea Electric Power